# Źródełka rzeki Stok

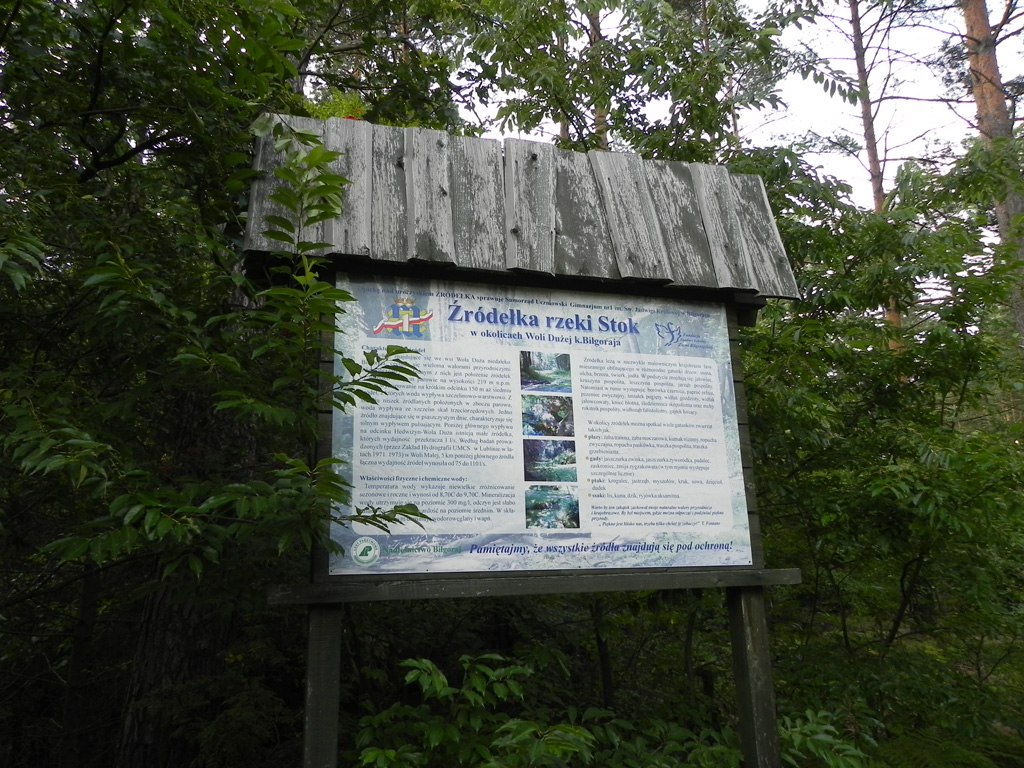
Tablica informacyjna

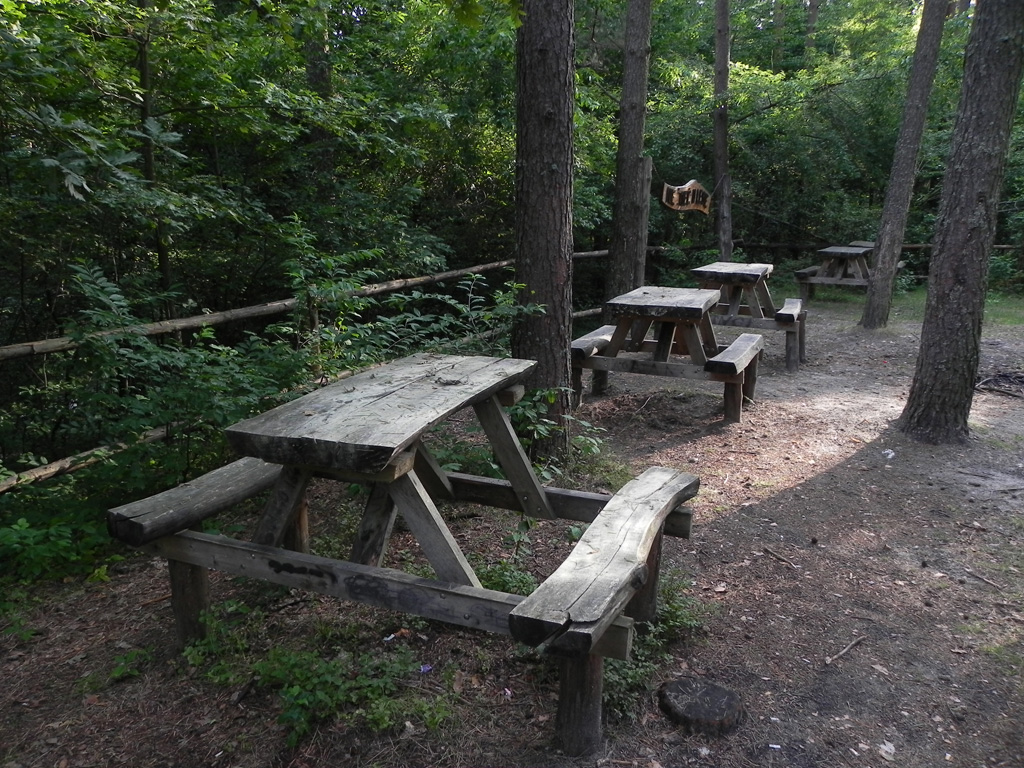
Miejsce odpoczynku

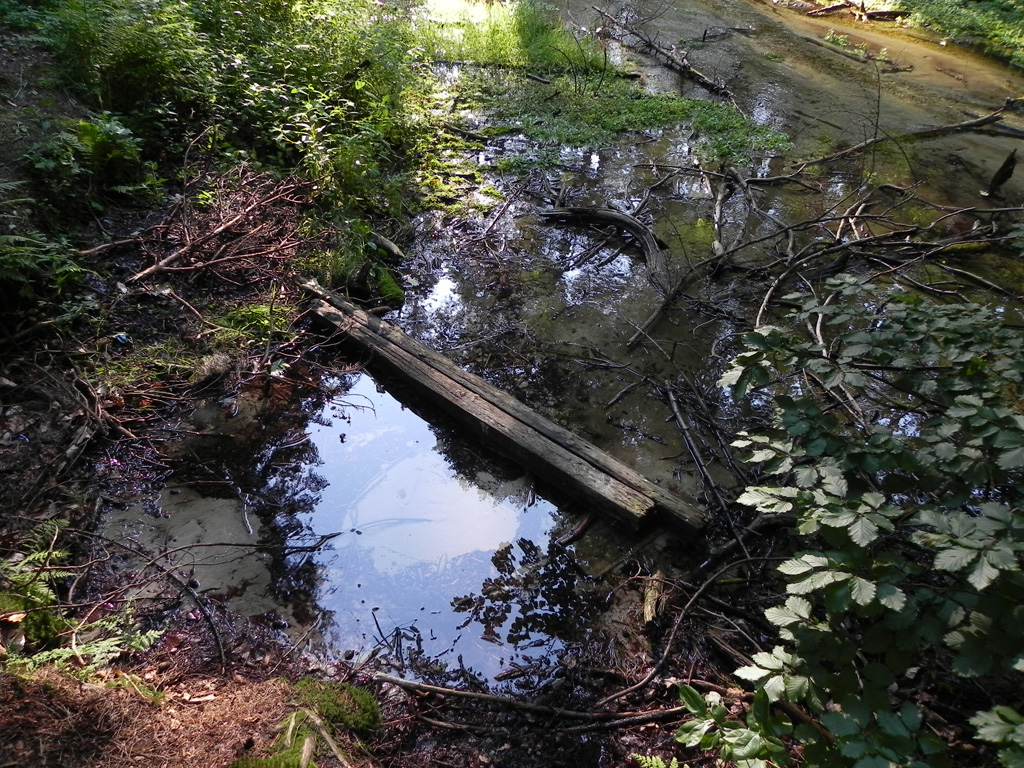
Jedno ze źródeł

Źródełka – potocznie używana nazwa niewielkiego obszaru leśnego położonego w miejscowości Wola Duża, znajduje się tam malowniczy wąwóz z licznymi źródłami rzeki Stok.
Ze względu na walory krajobrazowe tego miejsca, przez Źródełka przebiega żółty szlak turystyczny (Szlak roztoczański) oraz utworzony w 2005 r. szlak rowerowy (Wzgórze Polak-pogranicze regionów).
Źródełka leżą w głęboko wciętym parowie na wysokości 219 m n.p.m. Na odcinku 150 m występuje aż siedem źródeł z których woda wypływa szczelinowo-warstwowo. Z sześciu nisz źródlanych położonych w zboczach parowu woda wypływa ze szczelin skał trzeciorzędowych. Jedno źródło znajdujące się w piaszczystym dnie i charakteryzuje się silnym pulsującym wypływem. 
Zgodnie z badaniami prowadzonymi przez Zakład Hydrografii UMCS w Lublinie w latach 1971 i 1973 łączna wydajność źródeł zmierzona 5km poniżej głównego źródła wynosi 75 do 110l/s. Temperatura wody wykazuje niewielkie roczne zróżnicowanie i wynosi od 8,7C do 9,7C. Mineralizacja wody utrzymuje się na poziomie 300mg/l, odczyn jest słabo zasadowy 7,36pH, twardość wody na poziomie średnim. W składzie chemicznym dominują wodorowęglany i wapń.

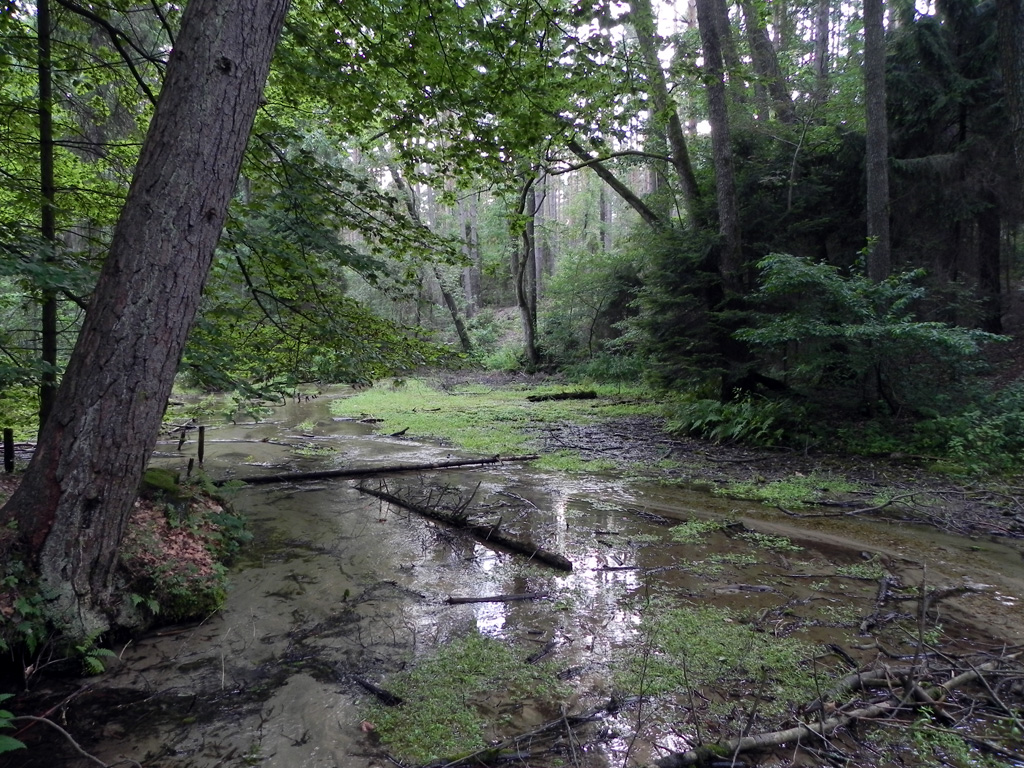
Widok ogólny
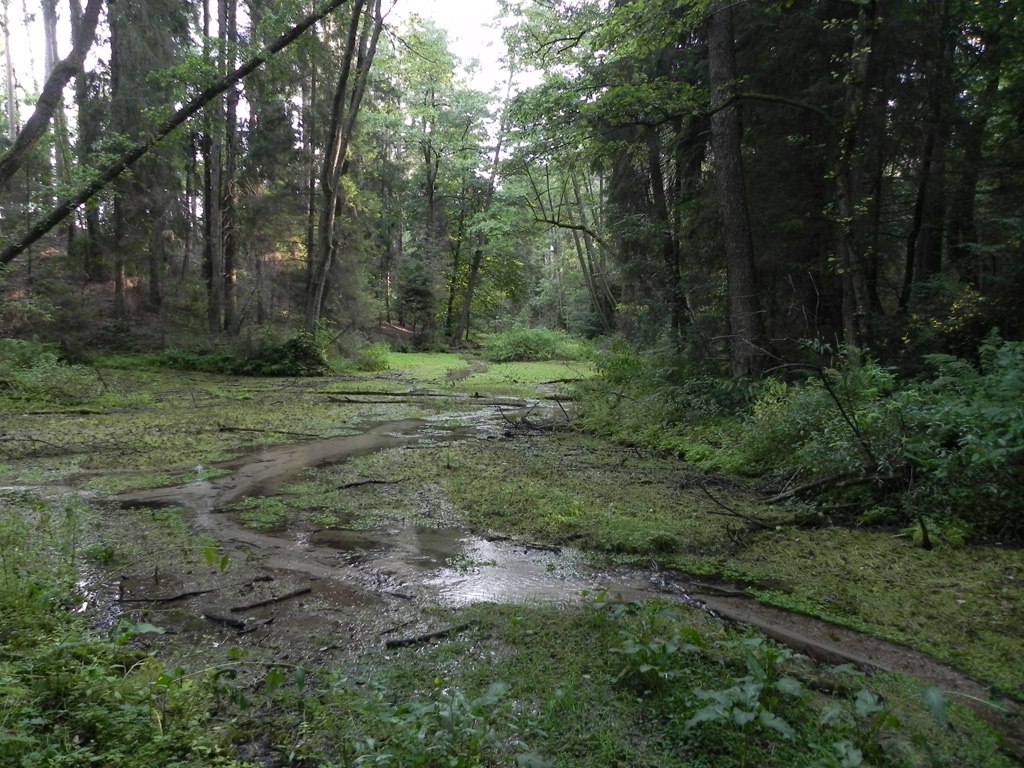
Początek rzeki Stok
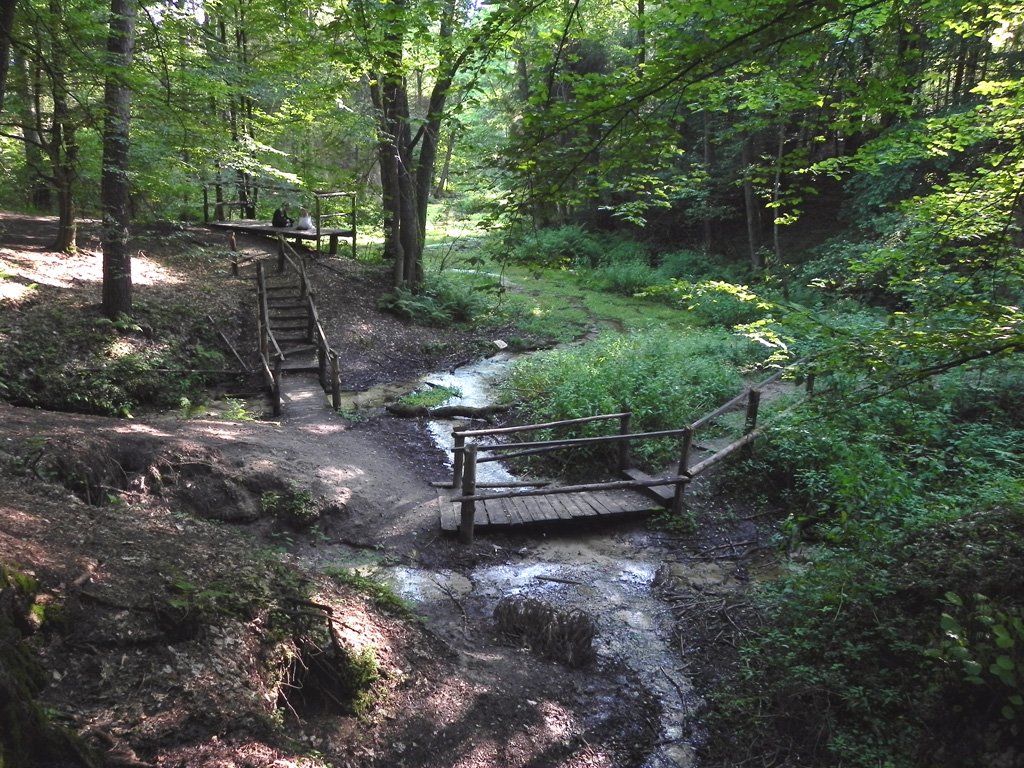
Pomosty nad źródłami
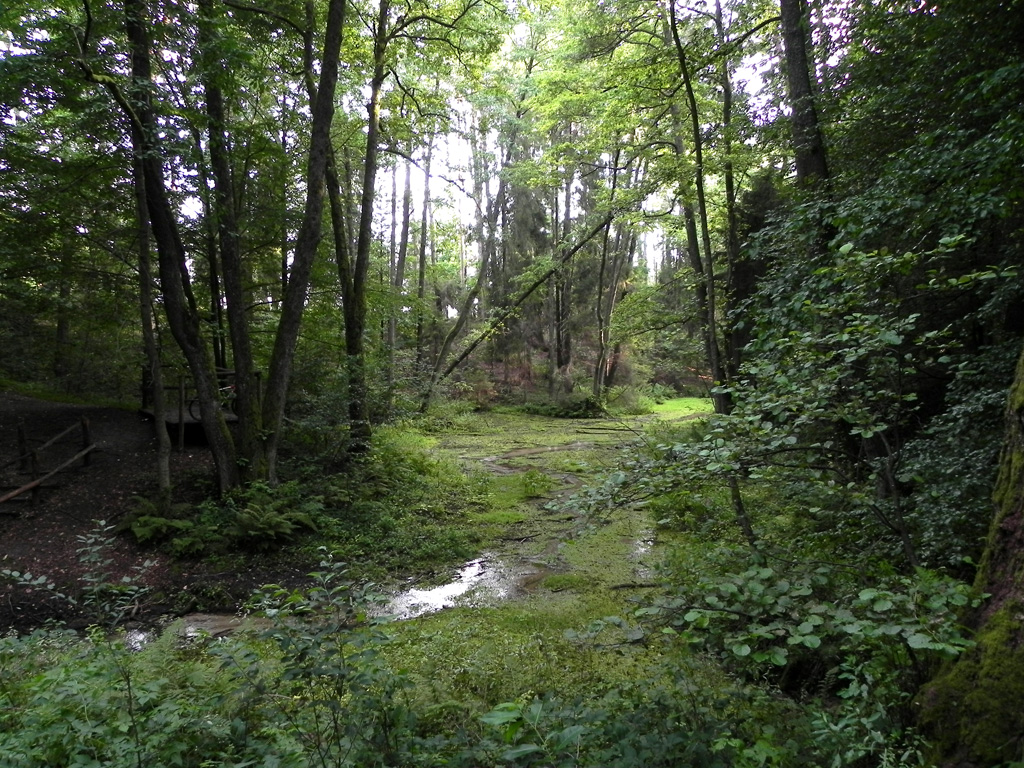
Początek rzeki
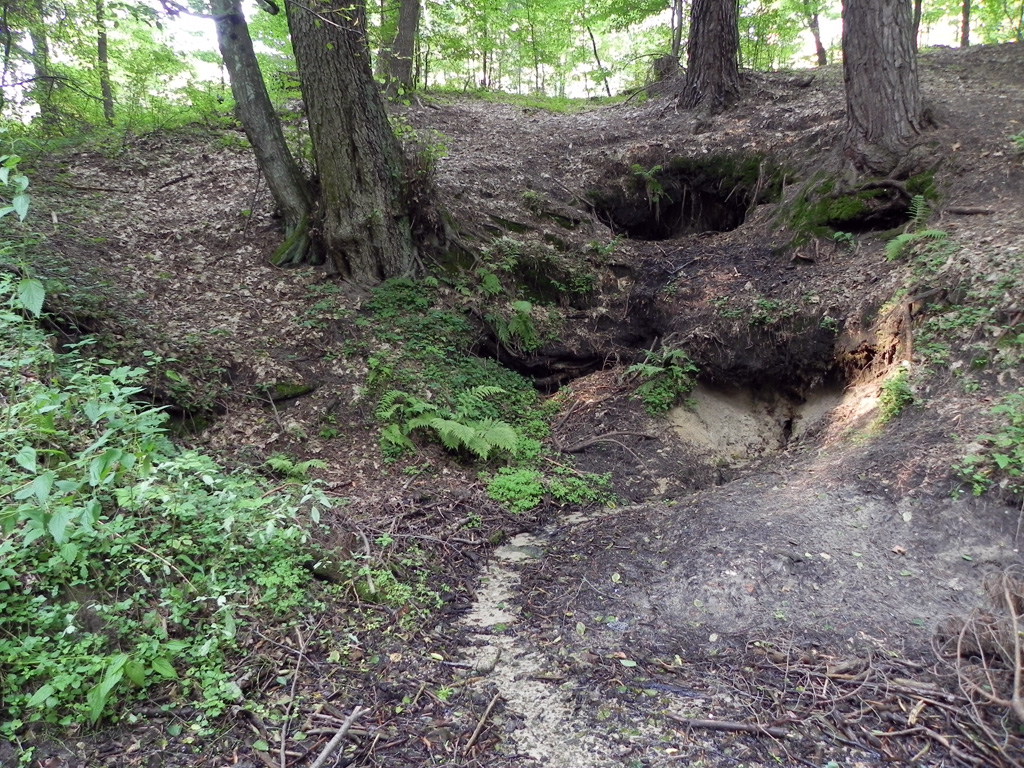
Jedno ze źródeł
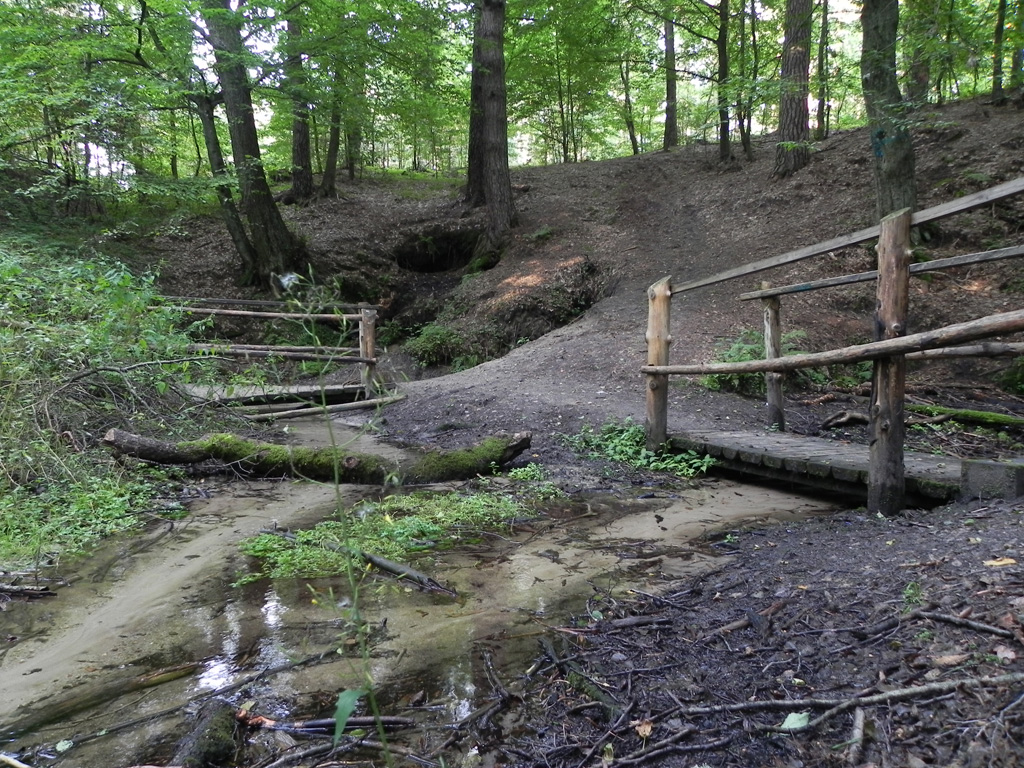
Pomosty
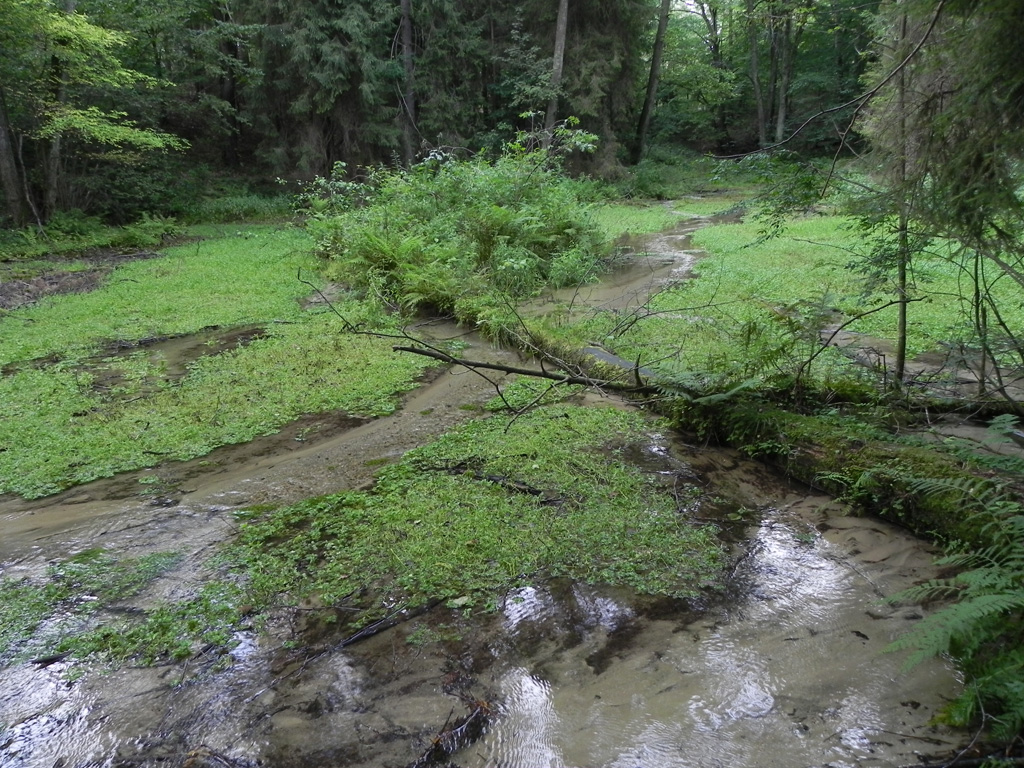
Widok na rozlewisko
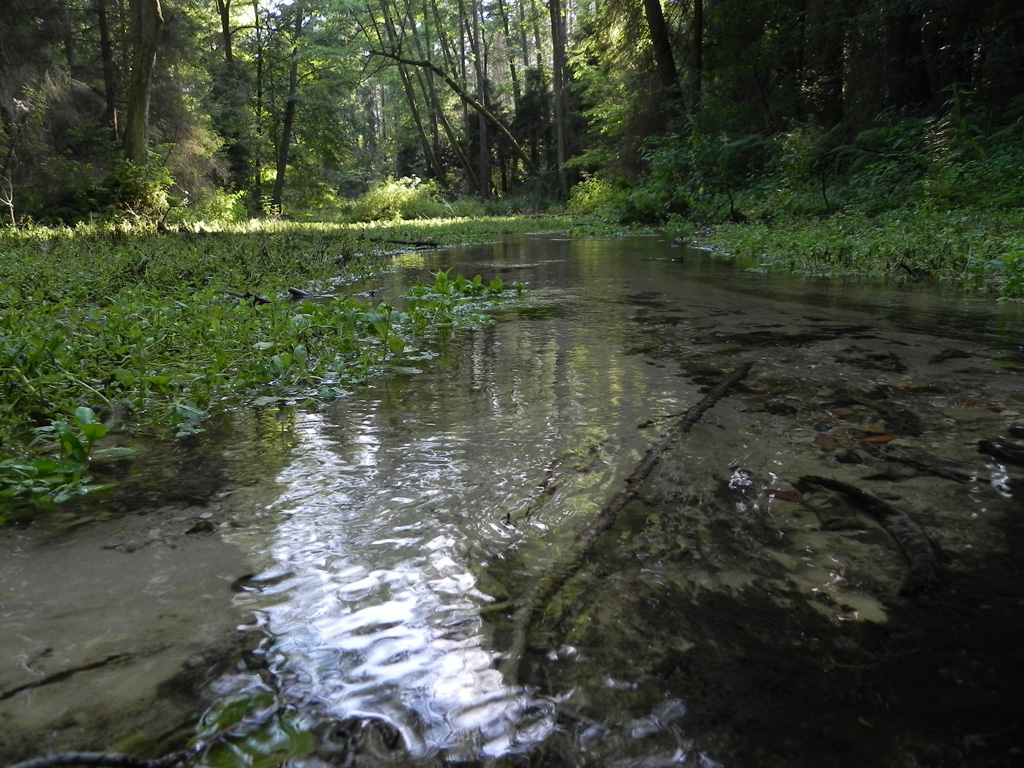
Rzeka Stok